# 공항로 (군산시)
공항로(Gonghang-ro)는 전라남도 군산시 소룡동 외고삼거리에서 군산시 옥서면 신당동 선연교차로까지 이어주는 도로이다.

## 주요 경유지
전북특별자치도
- 군산시 (소룡동 . 미성동 . 나운동 . 옥서면)

## 노선 경로
| 이름       | 접속 노선                  | 경유지 | 경유지 | 비고 |
| ---------- | -------------------------- | ------ | ------ | ---- |
| 외고삼거리 | 국도 제21호선 (해망로)     | 군산시 | 소룡동 |      |
| 소룡사거리 | 공단대로                   | 군산시 | 소룡동 |      |
| (이름없음) | 산북로                     | 군산시 | 소룡동 |      |
| (이름없음) | 십자다리길                 | 군산시 | 미성동 |      |
| 공항교차로 | 국도 제21호선 (새만금북로) | 군산시 | 나운동 |      |
| 선연교차로 | 선연길 옥구저수지로        | 군산시 | 옥서면 |      |

## 주요건물및 시설
- CJ대한통운 지곡대리점 (전북특별자치도 군산시 소룡동 공항로 50)
- 군산제일신협 소룡지점 (전북특별자치도 군산시 소룡동 공항로 57)
- SK텔레콤 군산진포대리점 소룡점 (전북특별자치도 군산시 소룡동 공항로 84)
- 농협 군산농협소룡지점 (전북특별자치도 군산시 소룡동 공항로 85)
- 파리바게뜨 군산소룡신도시점 (전북특별자치도 군산시 소룡동 공항로 86)
- 군산소룡동 우체국 (전북특별자치도 군산시 소룡동 공항로 89)
- GS칼텍스 정든주유소 (전북특별자치도 군산시 미성동 공항로 157)
- 세븐일레븐 군산공항로점 (전북특별자치도 군산시 미성동공항로 250)
- GS칼텍스 푸른들 셀프주유소 (전북특별자치도 군산시 미성동 공항로 300)
- SK에너지 한사랑주유소 (전북특별자치도 군산시 미성동 공항로 368)
- 문창초등학교 (전북특별자치도 군산시 미성동 공항로 394)
- 농협 서군산하나로마트 (전북특별자치도 군산시 미성동 공항로 422)
- 농협 서군산농협 (전북특별자치도 군산시 미성동 공항로 422)
- SK에너지 문창 셀프주유소 (전북특별자치도 군산시 미성동 공항로 434)
- S-OIL 비행장주유소 (전북특별자치도 군산시 미성동 공항로 476)
- S-OIL 동경주유소 (전북특별자치도 군산시 미성동 공항로 702)